# Ремяница
Ремяница — деревня сельского поселения Волковское Рузского района Московской области. До 2006 года Ремяница входила в состав Волковского сельского округа.
Деревня расположена в центральной части района, в 9 километрах севернее Рузы, на берегу северного залива Озернинского водохранилища (ранее — долина правого притока Вейны), высота центра над уровнем моря 185 м. У западной окраины деревни проходит автодорога А108 Московское большое кольцо, Ремяница связана с Рузой и другими населёнными пунктами автобусным сообщением.

## Население
| 2002 | 2006 | 2010 |
| ---- | ---- | ---- |
| 0    | →0   | →0   |